# 진천 배티 성지
진천 배티 성지(鎭川 梨峙 聖地)는 충청북도 진천군 백곡면 양백리에 있는, 조선시대의 성지이다. 2011년 3월 4일 충청북도의 기념물 제150호로 지정되었다.

## 개요
진천 배티 성지[鎭川 梨峙 聖地]는 한국 천주교회사에서 중요한 성지로 박해를 피해 숨어들은 천주교 신자들에 의해 1830년대에 敎友村이 형성되었으며, 1850년에는 프랑스 선교사 다블뤼(한국 성명 安敦伊) 성인 주교가 설립한 우리나라 최초의 신학교인 朝鮮敎區神學校가 자리를 잡았던 곳이다.
또한 우리나라 최초의 유학생이며 두 번째 신부인 崔良業(1821～1861년, 세례명 : 토마스) 신부를 비롯하여 프랑스 선교사 프티니콜라(한국 성명 朴德老) 신부와 페롱(한국 성 權) 신부가 1853년부터 1864년까지 배티 신학교 건물을 聖堂 겸 司祭館으로 삼았고, 1866년의 丙寅迫害 때에는 수많은 순교자가 배티와 인근 지역에서 탄생하여 殉敎者 墓에 안장되었다.
배티 성지에는 배티 성당[梨峙 聖堂]을 비롯해 周邊 地域은 天主敎 迫害期에 敎友村으로 形成되었으며, 殉敎者 墓들이 이 곳 저 곳에 位置하고 있다. 이 성지는 1958년부터 청주교구 관할이 되었으며, 1977년부터 청주교구장에 의해 성지 개발이 시작되면서 1978년에 순교자묘가 단장되었고, 1997년 최양업 신부 기념 성당이 건립되었다.
2001年 2칸 규모의 木造草家로 再現한 朝鮮敎區神學校와 神學校 우측에 殉敎者 劉데레사墓가 있다.
훼손되지 않은 迫害期의 天主敎 敎友村터인 삼박골 敎友村터와 殉敎者 墓로 無名 殉敎者 14人 墓와 殉敎者 劉데레사 墓, 삼박골 母女 殉敎者 墓, 無名 殉敎者 6人 墓, 데레사 남편 殉敎者 墓도 있다.
한국 최초의 천주교 신학교인 조선교구신학교 터와 무명 순교자 14인 묘 그리고 삼박골 모녀 순교자 묘를 지정 범위에 포함하였다.

## 참고 문헌
- 진천 배티 성지 - 국가유산청 국가유산포털